# Dolmen del Gavatx
El dolmen del Gavatx és una estructura megalítica del municipi de Castellterçol, (Moianès), inclòs a l'Inventari del Patrimoni Arqueològic i Paleontològic de Catalunya.
Es troba a l'oest del nucli de Castellterçol.

## Descripció
Es tracta d'un sepulcre de tipus cista rectangular tancada, probablement construït en el Calcolític, que presenta tres capes d'enterrament. La caixa fa 2,20 m de llarg per 1,30 m d'ample i té una profunditat d'1,25 m, sense coberta, les restes de la qual es trobarien disperses al costat del túmul.
Per la tipologia del monument i pels materials recuperats durant l'excavació se li atribuí una cronologia dins del calcolític.
Aquest jaciment fou descobert i excavat per afeccionats l'any 1949 i R.Batista l'estudià. Durant la visita arqueològica realitzada l'any 2016 amb motiu de la revisió de la Carta arqueològica es va comprovar que la disposició de les lloses no s'havia alterat respecte al dibuix de Batista publicat l'any 1961.
Les restes antropològiques inhumades, segons l'arquèoleg Bastista, estaven distribuides en tres capes d'enterrament, separades per lloses, i corresponien a un mínim de catorze individus. Així mateix es va recuperar fragments de ceràmica grollera amb molt desgreixant de color marró rogenc i negre, corresponents a cinc bols sense decoració i un fragment de vora amb decoració de cordons i impressions digitals. Altre material dipositat a l'interior de la cista són un fragment de ganivet de sílex, una pedra rodada amb estries longitudinals i un braçalet de sorrenca blanca de gra fi amb decoració de franges paral·leles.